# شعيرية (طعام)
الشعيرية أو كما في العراق حلاوة الشعيرية - طعام مصنوعة من العجين غير مختمر في شكل قضبان قصيرة. متنوعة من المعكرونة، جولة في المقطع العرضي و أرق من السباغيتي.

## لمحة تاريخية
تنتمي وصفات تحضير الشعيرية إلى المطبخ الإيطالي، ولعل أقدم ذكر لها يرجع للقرن الرابع عشر في كتاب «فن طبخ المعكرونة والشعيرية الصقلية» الذي جمعه مارتينو دا كومو رئيس طهاة قصر بطريرك أكويليا، والذي كان أشهر طاهٍ في عصره. أورد مارتينو في كتابه العديد من وصفات تحضير الشعيرية والتي يمكن حفظها لمدة عامين وثلاثة أعوام عند تجفيفها في الشمس. يختلف حجم الشعيرية في إيطاليا عن دول أخرى حيث يتراوح قطر الواحدة بين 2.08 و2.3 ملليمتر، وتكون أكثر سمكًا من السباغيتي التي يتراوح قطر الواحدة منها ما بين 1.92 و2 ملليمتر.

## في بلدان العالم المختلفة

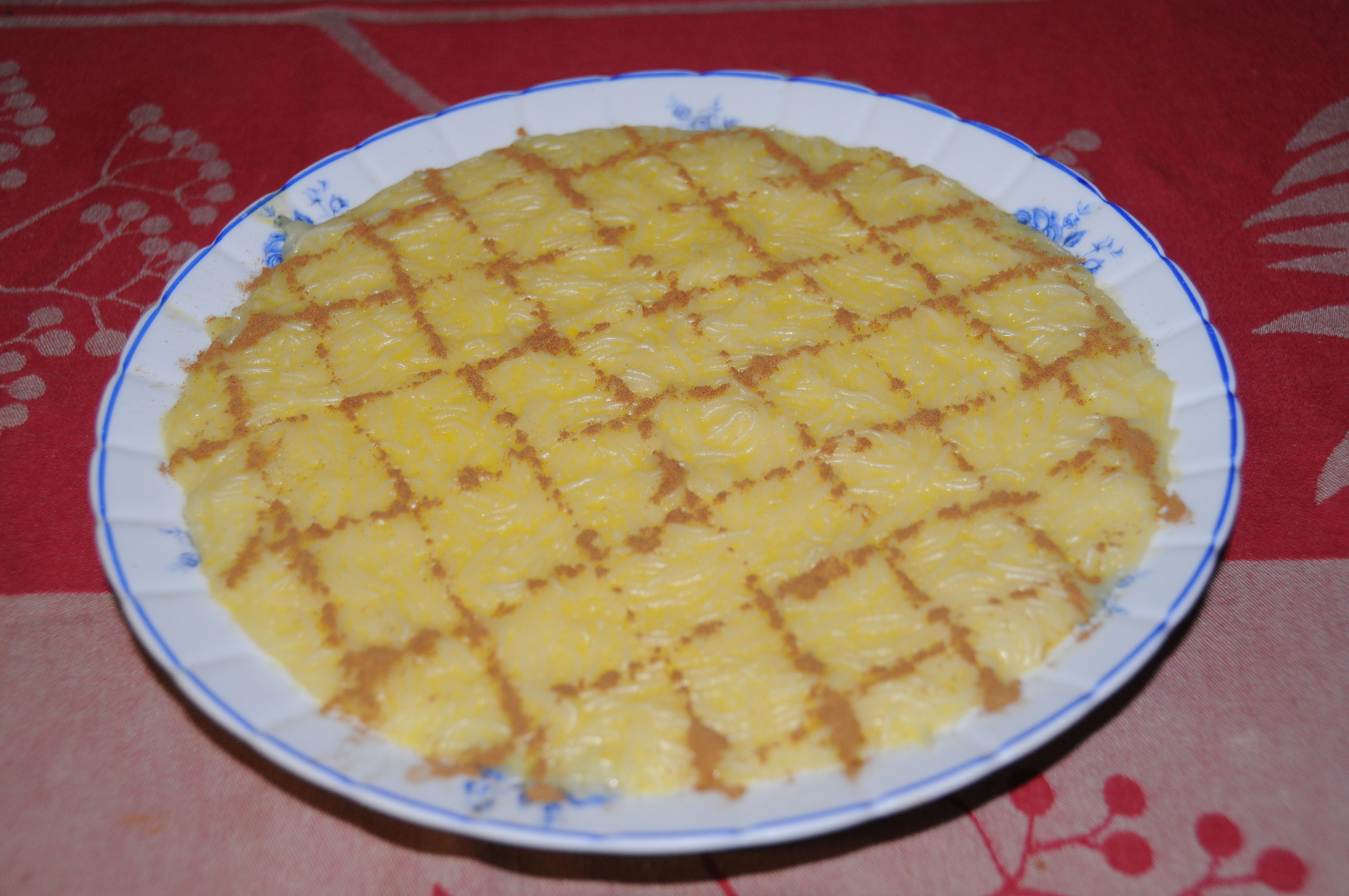
حلوى أليتريا أليتريا (Aletria) مزينة بالقرفة.

يعد طبق الأرز بالشعيرية أحد أشهر وصفات تحضير الأرز في مصر، والتي تحمر فيها الشعيرية باستخدام الزيت أو الزبد، ثم يضاف إليها الأرز والماء. وفي الصومال تستخدم الشعيرية في إعداد الكادرياد المستوحى من وصفة العطرية اليمنية، والذي يقدم كطبق حلو، أو كطبق جانبي مع الأرز الصومالي المتبل. يطهى الكادرياد بتحمير الشعيرية في الزيت أو الزبد، ثم يضاف إليها الماء والسكر والهيل حتى تنضج، ويشبه إلى حد ما طبق الخير الهندي ماعدا أنه لا يضاف لها الحليب أو القشدة. ينتشر الكادرياد أيضًا في أجزاء من إثيوبيا حيث يؤكل باردًا، ويعرف باسم أتريا، وعادة ما يغطى بطبقة رقيقة من الكاسترد.
وفي إسبانيا والبرتغال نجد تأثرًا ملحوظًا بالمطبخ العربي منذ عصور الحكم الإسلامي لشبه جزيرة أيبريا، حيث تشتهر حلوى الأليتريا التي تشبه حلوى الأرز بالحليب، ويستخدم في إعدادها نوع من الشعيرية بدلًا من الأرز.
انتقلت الشعيرية إلى أمريكيا اللاتينية من أوروبا، وتضاف في المطبخ المكسيكي إلى حساء الدجاج، أو تستخدم لتحضير طبق سويا سيكا وهو من الأطباق الجانبية الشهيرة هناك.

تُستخدم الشعيرية أيضًا في أجزاء كثيرة من الهند لصنع اليوبما، وهو أحد أشهر الأطباق الشعبية هناك، حيث تُطهى الشعيرية الجافة بعد تحميصها باستخدام الزيت مع الخضروات المقلية مسبقًا مثل البصل والجزر والفاصوليا الفرنسية والبازلاء، وتضاف إليها كمية كافية من الماء، ويمكن إضافة الكاجو المحمص أو الفول السوداني إلى الطبق كمقبلات. 

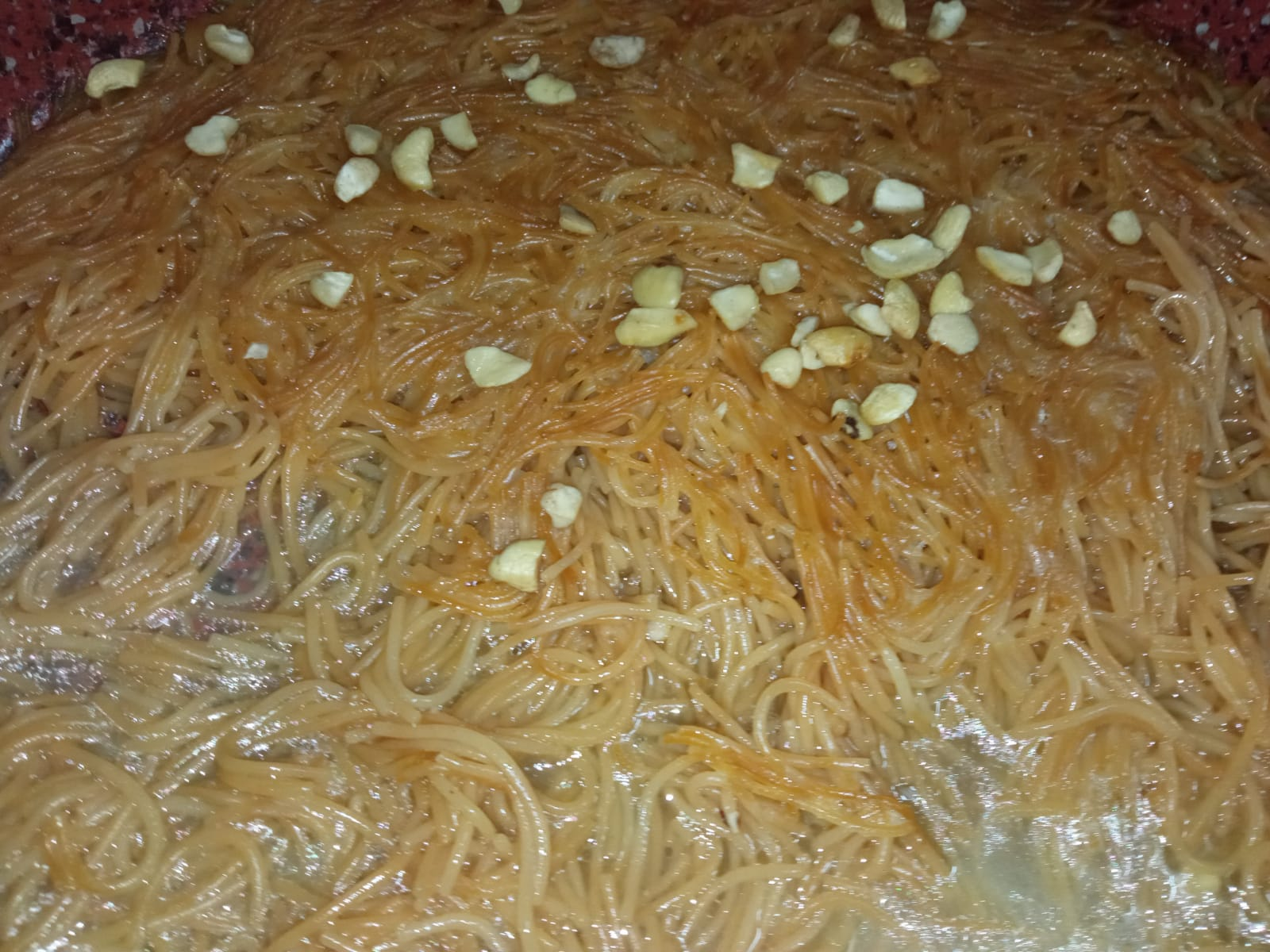
شعيرية بالسكر على الطريقة الفلسطينية